# Michael Freilich
Michael Freilich (Antwerpen, 17 april 1980) is een Belgisch politicus voor de Vlaams-nationalistische N-VA en voormalig hoofdredacteur van het blad Joods Actueel.

## Biografie[1]
Freilich is de zoon van een Britse vader en een Belgische moeder, de Antwerpse Terry Davids, verantwoordelijk uitgever van Joods Actueel. Hij is tevens de kleinzoon van Louis Davids, de oprichter van het Belgisch Israëlitisch Weekblad en bezieler van de Vereniging ter bevordering van de Nederlandse Taal binnen de Joodse Gemeenschap. Freilich volgde zijn secundair te Antwerpen en vervolgde dit met een jaar Talmoedonderwijs te Londen. Daarop studeerde hij aan het Jerusalem College of Technology en voltooide er in 2003 een opleiding computer-, informatie- en communicatiemanagement. Via afstandsonderwijs behaalde hij in 2004 nog een mastergraad in Business Administration en Marketing aan het Thomas Edison College in New Jersey. 

### Loopbaan
Van 2000 tot 2001 was hij woordvoerder van de ngo World Committee for Justice and Peace. Vervolgens was hij van 2002 tot 2004 projectmanager bij het telefoniebedrijf Tellink in Tel Aviv. Na zijn terugkeer naar België na afloop van zijn studies was hij 2004 tot 2005 business development manager bij het technologiebedrijf NDL.net. Van 2008 tot 2010 was hij business development manager bij technologiebedrijf Europesales en van 2009 tot 2011 communicatiemanager bij marketingbedrijf Infinity Belgium. In 2012 stichtte hij een bedrijf in ramen, Window Place, dat in 2016 failliet ging.
Van 2007 tot 2019 was Freilich tevens hoofdredacteur van Joods Actueel. In deze functie werd hij dikwijls opgevoerd als woordvoerder van de Joodse gemeenschap. In december 2024 werd hij door de pan-Europese Joodse organisatie European Jewish Association aangesteld tot diplomatiek gezant voor interculturele dialoog en Holocaustherdenking.

### Politieke carrière
Bij de Belgische federale verkiezingen van 2019 stond Freilich op de 5de plaats op de Kamerlijst voor de N-VA. Hij nam daarom ontslag als hoofdredacteur van Joods Actueel. Bij de federale verkiezingen van juni 2024 kreeg Freilich opnieuw de 5e plaats op de Antwerpse N-VA-lijst toegewezen en werd hij verkozen voor een tweede termijn als Kamerlid. Freilich werd de eerste modern-orthodoxe jood in de Kamer van volksvertegenwoordigers en werd er effectief lid van de commissies Economie, Consumentenbescherming en Digitale Agenda en Mobiliteit en Overheidsbedrijven, alsook plaatsvervanger in de commissies Landsverdediging, Buitenlandse Betrekkingen en Financiën en Begroting.
In oktober 2024 werd Freilich eveneens verkozen tot gemeenteraadslid van Antwerpen.

### Israëlisch-Palestijns conflict
Naar aanleiding van het Israëlisch-Palestijns conflict in 2021 verklaarde Freilich dat hij geen Israëli is, maar wel een emotionele en spirituele band heeft met dat land. Freilich gaf aan dat hij zowel pro-Israël is als pro-Palestijns is. Hij vindt dat ook Palestijnen recht hebben op vrede en zelfbeschikkingsrecht. Daarom is hij voorstander van een tweestatenoplossing. Naar aanleiding van de oorlog tussen Hamas en Israël verklaarde hij bezorgd te zijn over de veiligheid van zijn kinderen als de oorlog verder zou escaleren.

## Persoonlijk
Freilich is getrouwd met een Britse en heeft vier kinderen.